# Odon Marie Arsène Razanakolona

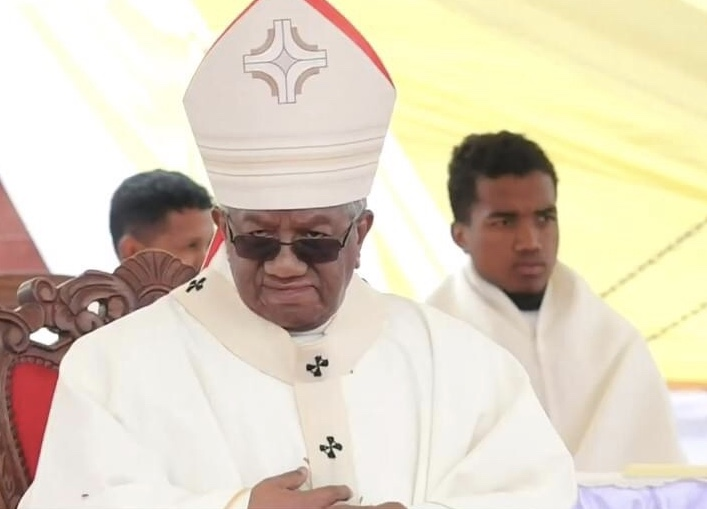
Odon Marie Arsène Razanakolona

Odon Marie Arsène Razanakolona (* 24. Mai 1946 in Fianarantsoa) ist ein madagassischer Geistlicher und emeritierter römisch-katholischer Erzbischof von Antananarivo.

## Leben
Odon Marie Arsène Razanakolona empfing am 28. Dezember 1975 das Sakrament der Priesterweihe.
Am 28. November 1998 ernannte ihn Papst Johannes Paul II. zum Bischof von Ambanja. Die Bischofsweihe erfolgte am 11. April 1999. Razanakolona wurde am 7. Dezember 2005 von Papst Benedikt XVI. zum Erzbischof von Antananarivo ernannt.
Razanakolona wurde am 23. September 2009 durch Papst Benedikt XVI. zum Mitglied der Zweiten Sonderversammlung der Bischofssynode für Afrika (4. bis 25. Oktober 2009) ernannt.
Papst Franziskus nahm am 5. Juni 2023 das von Odon Marie Arsène Razanakolona aus Altersgründen vorgebrachte Rücktrittsgesuch an.